# Костёльная улица
Костёльная улица — улица в Шевченковском районе города Киева. Пролегает от Площади Независимости до Трёхсвятительской улицы. Протяжённость 270 м. Почтовый индекс — 01001.

## История
Костёльная улица возникла в 1830-х годах под современным названием (от Александровского костёла, расположенного в верхней части улицы). В 1934—1991 годах имела название «улица Челюскинцев» (в честь подвига участников полярного дрейфа на пароходе «Челюскин» в 1934 году).
Бульвар в конце улицы появился в 1880-х годах.

## Транспорт
- Станция метро «Площадь Независимости»

## Застройка
Улица выделяется тем, что на ней почти полностью сохранилась архитектура конца XIX — начала XX столетия, преимущественно представленная доходными домами.
- дом № 3 — доходный дом 1871 года, надстроенный в 1913 году. Возведён по проекту инженера И. Запорожского в стиле модерн.
- дом № 4 — доходный дом 1887 года. Возведён в стиле неоренессанс архитектором А. Шиле.
- дом № 5 — жилое здание 1871 года, в стиле модерн. Надстроен в 1913 году, в 1914 году, к зданию пристроен флигель. Архитектор П. Тустановский.
- дом № 6 — жилое здание кооператива «Сяйво», возведённое в 1927 году в стиле конструктивизм, вероятно, архитектором Н. Холостенко.
- дом № 7 — доходный дом 1910—1913 годов. Возведён в стиле модерн по проекту архитектора И. Ледоховского. Украшен скульптурами работы Ф. Соколова.
- дом № 8 — доходный дом начале XX столетия.
- дом № 9 — доходный дом 1912—1913 годов, возведённый по проекту архитектора Абрама Трахтенберга в стиле модерн.
- дом № 10 — жилое здание работников Укрмясопромтреста, возведённый в 1936 году, архитектор М. Гречина.
- дом № 15 — жилое здание учёных, возведённое в 1937 году архитектором В. Заболотным.

### Александровский костёл
Главной архитектурной доминантой Костёльной улицы является комплекс католического Прокафедрального собора святого Александра, к которому относятся собственно собор (1817—1849 год), возведённый в стиле позднего классицизма архитектором Францем Меховичем, здание доминиканского монастыря (первая половина XIX столетия), ограда с вратами (первая половина XIX столетия), доходный дом (1913—1914), возведённый по проекту инженера Г. Познякова в стиле модерн, сторожка (1884), флигель для прислуги костёла (1824), флигель с хозяйственным подвалом (1862).

## Личности, связанные с Костёльной улицей
В здании № 9 во время своего обучения в Политехническом институте в 1924—1925 годах проживал будущий советский учёный, академик С. П. Королёв. В здании № 6 в начале 1960-х годов проживал учёный в отрасли гидравлики и гидромеханики, академик АН УССР Георгий Сухомел. В здании № 8 проживали певец С. Белина-Скупевский (1910-е годы), поэт В. Чумак (1918—1919 годы), композитор И. Шамо (1968—1982 годы).
В здании № 15, возведённом специально для украинских учёных, проживали: академики УССР математик Н. Боголюбов (конец 1940-х годов), физик В. Данилов (1946—1954), учёный в отрасли металлургии Н. Доброхотов (1940-е годы — 1963), химик А. Думанский (1946—1967), археолог П. Ефименко (1940—1950-е годы), математик и механик М. Лаврентьев (1940-е годы), учёный в отрасли вычислительной техники С. Лебедев (1946—1951), геолог-петрограф В. Лучицкий (1946—1949), астроном А. Орлов (1940—1950-е годы), экономист-аграрник П. Першин (1950—1970), зоолог П. Свириденко (1947—1971), физико-химик и материаловед И. Францевич (1946—1985), учёный в отрасли электросварки К. Хренов (1946—1984), химик Е. Шилов (1947—1970), Г. Курдюмов (1950-е годы). Также в 1950-х годах в этом же здании проживали члены-корреспонденты АН УССР гидрогеолог А. Бабинец, учёный в отрасли литейного производства А. Горшков, энтомолог Е. Зверозомб-Зубовский, учёный в отрасли электродинамики А. Милях, цитолог Я. Модилевский, микробиолог Лев Рубенчик, патофизиолог Н. Н. Сиротинин, патофизиолог и онколог А. Тимофеевский, экономист Я. Фейгин.
В жилых зданиях комплекса Александровского костёла проживали митрополит А. Шептицкий (апрель — май 1917 года) и в 1953—1955 годах поэт-шестидесятник И. Светличный.

## Памятники и мемориальные доски
- дом № 8 — мемориальная доска Шамо Игорю Наумовичу.
- дом № 15 — мемориальная доска Думанскому Антону Владимировичу на здании, где в 1946—1967 годах он жил и работал. Установлена в 1973 году, архитектор И. П. Блажиевский.
- дом № 15 — мемориальная доска Першину Павлу Николаевичу, который жил и работал в этом здании в 1950—1970 годах. Открыта 22 марта 1973 года, архитектор И. П. Блажиевский.
- дом № 15 — мемориальная доска Лаврентьеву Михаилу Алексеевичу, который жил и работал в этом здании в 1946—1949 годах.